# Cláudio Roberto Souza
Cláudio Roberto Souza (Brasil, 14 de octubre de 1973) es un atleta brasileño, especialista en la prueba de los relevos 4 x 100 m, en la que ha logrado ser subcampeón mundial en 2003.

## Carrera deportiva
En las Olimpiadas de Sídney 2000 ganó la plata, tras Estados Unidos y por delante de Cuba.
Y en el Mundial de París 2003 ganó la medalla de plata en la misma prueba, con un tiempo de 38.26 segundos, tras Estados Unidos y por delante de Países Bajos, siendo sus compañeros de equipo: Édson Ribeiro, André da Silva y Vicente de Lima.